# Trébellien
Trébellien (Caius Annius Trebellianus) (mort vers 264), serait un usurpateur romain, répertorié parmi les Trente Tyrans par l'auteur de l’Histoire Auguste. 

## Biographie

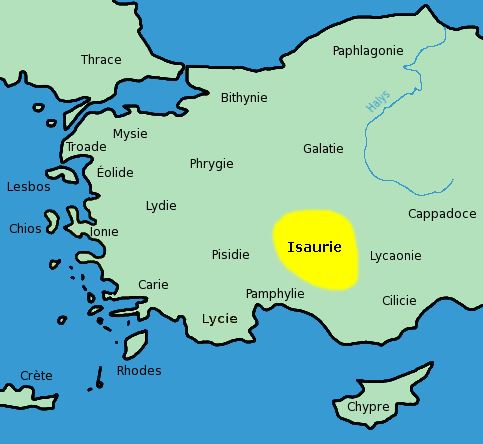
Carte de l'Isaurie et de la Cilicie

Ce personnage est très probablement fictif, et André Chastagnol a mis en relation ce nom de Trébellien avec le nom de Trebellius Pollion, pseudonyme sous lequel l'auteur de l’Histoire Auguste a signé la Vie des 30 tyrans. Il n'y a d'ailleurs aucun monnayage connu à son nom, quoique l'Histoire Auguste prétende qu'il frappa des monnaies. Le numismate Henry Cohen refuse de croire en l'authenticité des monnaies de Trebellien décrites par quelques collectionneurs comme Tristan, Goltzius, Mezzabarba et Tanini.  
Selon l’Histoire Auguste, Trébellien aurait été un pirate de Cilicie qui se serait auto-proclamé empereur dans les montagnes insoumises d'Isaurie, sous le règne de Gallien, en 264. Il aurait été vaincu et tué quelque temps après par Causisoleus, l'un des généraux de Gallien, et frère de Théodote qui défit l'usurpateur Mussius Aemilianus.
Trébellien est également cité par certaines éditions d'Eutrope, mais il le situe en Illyrie. Ce passage est considéré comme une confusion tardive avec Régillien. C'est d'ailleurs ce passage qui a pu inspirer l'auteur anonyme de l’Histoire Auguste.